# アバター (サウンドトラック)
『アバター』（Avatar: Music from the Motion Picture）は、ジェームズ・キャメロン監督による2009年の3D映画『アバター』のサウンドトラックである。作曲・指揮はジェームズ・ホーナーである。

## アルバム情報
作曲者のジェームズ・ホーナーは、『エイリアン2』、『タイタニック』に続いて3度目となるキャメロンとのコラボレーションである。ホーナーは2008年3月にナヴィ語で歌うコーラスを製作した。また彼は、エイリアンの音楽文化を創造するために音楽民族学者のワンダ・ブライアントと協力した。最初のセッションは、2009年春に行われる予定であった。主題歌の『アイ・シー・ユー (アバター・愛のテーマ)』はレオナ・ルイスにより歌われる。ミュージックビデオの監督はジェイク・ナヴァで、2009年12月15日にMySpaceで初公開された。

## ノミネーション
第67回ゴールデングローブ賞作曲賞にノミネートされた。また、主題歌の『アイ・シー・ユー (アバター・愛のテーマ)』は主題歌賞にノミネートされた。

## 収録曲目
| #   | タイトル                                                                                      | 作詞・作曲                                       | 時間  |
| --- | --------------------------------------------------------------------------------------------- | ------------------------------------------------ | ----- |
| 1.  | 「人口冬眠装置内では夢を見ない You Don't Dream in Cryo. ....」                                | ホーナー                                         | 6:09  |
| 2.  | 「ジェイク、アバターの世界へ Jake Enters His Avatar World」                                   | ホーナー                                         | 5:24  |
| 3.  | 「けがれ無き森の精霊たち Pure Spirits of the Forest」                                         | ホーナー                                         | 8:49  |
| 4.  | 「夜の生物発光 The Bioluminescence of the Night」                                             | ホーナー                                         | 3:37  |
| 5.  | 「”彼ら”の一人に、ネイティリと一つに Becoming One of "The People" Becoming One with Neytiri」 | ホーナー                                         | 7:43  |
| 6.  | 「”イクニマヤ~天国への道”を登って Climbing Up "Iknimaya - The Path to Heaven"」               | ホーナー                                         | 3:18  |
| 7.  | 「ジェイク、初めてのフライト Jake's First Flight」                                            | ホーナー                                         | 4:49  |
| 8.  | 「焦土作戦 Scorched Earth」                                                                   | ホーナー                                         | 3:32  |
| 9.  | 「クォーリッチ Quaritch」                                                                     | ホーナー                                         | 5:01  |
| 10. | 「ホームツリーの破壊 The Destruction of Hometree」                                            | ホーナー                                         | 6:47  |
| 11. | 「閉鎖されたグレイスの研究所 Shutting Down Grace's Lab」                                      | ホーナー                                         | 2:47  |
| 12. | 「ナヴィの全ての部族が戦いに備え集結 Gathering All the Na'vi Clans for Battle」               | ホーナー                                         | 5:14  |
| 13. | 「戦争 War」                                                                                  | ホーナー                                         | 11:21 |
| 14. | 「アイ・シー・ユー (アバター・愛のテーマ) I See You (Theme from Avatar)」(歌: レオナ・ルイス) | ホーナー サイモン・フラングレン サディス・ハレル | 4:20  |

## チャート推移

### チャート順位
Billboard 200のアルバムチャートでは、2010年1月2日付けで初登場172位だった。
| チャート (2010年)               | 最高 順位 |
| ------------------------------- | --------- |
| Australian ARIA Albums Chart    | 89        |
| Austrian Albums Chart           | 65        |
| Belgian Albums Chart (Flanders) | 84        |
| Dutch Albums Chart              | 85        |
| French Albums Chart             | 88        |
| French Digital Albums Chart     | 1         |
| Swiss Music Charts              | 27        |
| U.S. Billboard 200 Chart        | 31        |